# Fundación Provincial Deportiva Víctor Sastre
La Fundación Provincial Deportiva Víctor Sastre es una escuela de ciclismo de base sita en El Barraco (provincia de Ávila, España) y dirigida por Víctor Sastre, padre de Carlos Sastre, ganador del Tour de Francia 2008.

## Escuela ciclista
Fue fundada bajo el nombre de Ángel Arroyo, un célebre ciclista de la localidad, ganador desposeído de la Vuelta ciclista a España 1982, durante los años 80.
Actualmente la escuela cuenta con cuatro equipos llamados Escuela, Cadetes, y Junior, en función de las edades de los ciclistas.
Víctor Sastre se ha erigido en uno de los máximos defensores del ciclismo sin dopaje y a la vez en el principal descubridor de talentos de España.
Por la escuela han pasado muchos ciclistas que después se han convertido en profesionales como pueden ser:
- José María Jiménez Sastre, también conocido como El Chava, ganador de cuatro maillots de la montaña y de 9 etapas en la Vuelta y campeón de España.
- Carlos Sastre, ganador del Tour de Francia 2008, pódium en varias ocasiones en Tour y Vuelta.
- Francisco Mancebo, pódium en la Vuelta y etapa, campeón de España y mejor joven del Tour.
- Pablo Lastras, ganador de etapa en las tres Grandes Vueltas.

Además de otros ciclistas profesionales menos reconocidos como:
- David Navas
- Curro García
- Francisco Ignacio San Román
- Óscar Pujol
- Miguel Ángel Candil
- Rubén Calvo
- Víctor Martín
- Diego Rubio
- Jaime Rosón
- Juan Ignacio Pérez

## Situación
La escuela se encuentra en la siguiente dirección:
C/ José Mª Jiménez (Chava), 13
05110 El Barraco (Ávila)